# John Bertrand (velejador australiano)
John Edwin Bertrand (20 de dezembro de 1946) é um velejador australiano, medalhista olímpico. Ele competiu nos Jogos Olímpicos de Verão de 1976 na classe Finn e conquistou a medalha de bronze. Em 2010 e 2016, ganhou os campeonatos mundiais de vela da classe Etchells. Ele é membro vitalício do Royal Brighton Yacht Club em Melbourne e do Sorrento Sailing Couta Boat Club.
Ele escreveu Born to Win, The Power of a Vision, sobre a vitória na Copa América de 1983, incluindo observações perspicazes sobre a estratégia para um time desfavorecido contra probabilidades muito longas. Durante a competição de 1983, Bertrand e sua equipe empregaram deliberadamente sua própria estratégia psicológica antes do avanço da Copa América, recusando-se a se referir ao time americano conquistador por seus nomes e, em vez disso, chamando sua oposição simplesmente de "o barco vermelho".